# Než jsem tě poznala (film)
Než jsem tě poznala (v anglickém originále Me Before You) je americký romantický a dramatický film z roku 2016 režisérky They Sharrock. Jedná se o filmovou adaptaci stejnojmenné knihy od Jojo Moyes. V hlavních rolích hrají Emilia Clarkeová, Sam Claflin, Jenna Coleman, Charles Dance, Matthew Lewis, Ben Lloyd-Hughes a Janet McTeer.

## Obsah filmu
Louisa Clarková si po vyhazovu musí najít novou práci. Začne se starat o cynického bankéře a kvadruplegika Willa Traynora, který se ocitl na vozíku po sražení motocyklem. Will zpočátku na její odvážný přístup reaguje chladně, ale brzy poté se s Louise stanou přáteli a začnou k sobě něco cítit, a to i přesto, že Louisa má přítele Patricka. Louisa se dozví, že Will dal svým rodičům ještě šest měsíců a poté ho musí odvézt do Švýcarska na eutanazii, protože se nemůže srovnat s bolestí a se svým postižením. Louisa se ho snaží přesvědčit, aby svůj názor přehodnotil a bere ho na různá dobrodružství, aby mu dokázala, že život stojí za to žít.

## Obsazení
| Emilia Clarkeová (dabing Klára Jandová)    | Louisa „Lou“ Clarková  |
| Sam Claflin (dabing Jan Maxián)            | William „Will“ Traynor |
| Janet McTeer (dabing Regina Řandová)       | Camilla Traynorová     |
| Charles Dance (dabing Ladislav Županič)    | Steven Traynor         |
| Brendan Coyle (dabing Ludvík Král)         | Bernard Clark          |
| Jenna Coleman (dabing Jitka Moučková)      | Katrina Clarková       |
| Matthew Lewis (dabing Michal Holán)        | Patrick                |
| Ben Lloyd-Hughes                           | Rupert Freshwell       |
| Vanessa Kirby                              | Alicia Dewarová        |
| Steve Peacocke (dabing Ivo Hrbáč)          | Nathan                 |
| Samantha Spiro (dabing Miroslava Součková) | Josie Clarková         |
| Joanna Lumley                              | Mary Rawlinsonová      |

## Natáčení
Dne 2. dubna 2014 bylo oznámeno, že Thea Sharrock bude film režírovat. Dne 2. září 2014 byli Emilia Clarkeová a Sam Claflin vybráni do hlavních rolí. Dne 24. března 2015 byl Stephen Peacocke obsazen do filmu. Dne 2. dubna 2015 byli Jenna Coleman a Charles Dance přidáni do obsazení a o týden později i Janet McTeer, Brendan Coyle, Matthew Lewis, Samantha Spiro, Vanessa Kirby a Ben Lloyd-Hughes.
Hlavní natáčení začalo v dubnu 2015 a skončilo dne 26. června 2015. Většina filmu se natáčela v Pembroku ve Walesu. Lokace na Mallorce byly ve filmu použity do scén dovolené na Mauriciu.
V červenci 2014 bylo oznámeno, že film přijde do kin 21. srpna 2015. Nicméně v květnu 2015 bylo datum premiéry přesunuto na 3. června 2016. V září 2015 byla premiéra přiblížena, a to na 4. března 2016, ale v lednu 2016 se vrátilo opět k původnímu datu, a to 3. června 2016.

## Přijetí
Film vydělal přes 56 milionů dolarů v Severní Americe a přes 151 milionů dolarů v ostatních oblastech, celkově tak vydělal 207,4 milionů dolarů po celém světě. Rozpočet filmu činil 20 milionů dolarů. Za první víkend docílil třetí nejvyšší návštěvnosti, kdy 18,3 milionů dolarů. Na první místě se umístil film Želvy Ninja 2 (35,3 milionů dolarů) a na druhém X-Men:Apokalypsa.